# Adaílton Martins Bolzan
Adaílton Martins Bolzan (Santiago, 24 januari 1977) - alias Adaílton - is een Braziliaans voormalig voetballer die doorgaans als aanvaller speelde. Hij was actief van 1995 tot en met 2013.

## Carrière
Adaílton stroomde door vanuit de jeugd van Juventude, op dat moment actief in de Série A. Hij kwam in eigen land ook nog uit voor Guarani voor hij in juli 1997 de oversteek maakte naar Europa. Het lukte hem niet om door te breken bij achtereenvolgens Parma en Paris Saint-Germain, waarna hij wel slaagde bij Hellas Verona. Hiermee speelde hij eerst een aantal seizoenen in de Serie A en daarna een aantal in de Serie B. Na zes seizoenen op het tweede niveau van Italië - waarvan ook een bij Genoa en een bij Bologna - keerde Adaílton in 2008 met laatstgenoemde club terug in de Serie A. Hij speelde vervolgens nog twee seizoenen voor FC Vaslui voor hij zijn carrière afsloot bij zijn inmiddels naar de Série D afgezakte eerste club Juventude.

## Interlandcarrière
Adaílton kwam van 1996 tot en met 1998 uit voor Brazilië –20. Hiermee speelde hij onder meer het WK –20 van 1997, waarop hij met tien doelpunten topscorer van het toernooi werd. Zes van die doelpunten maakte hij in één wedstrijd, tegen Zuid-Korea –20. Hiermee werd hij recordhouder wat betreft meeste doelpunten in één duel op een WK –20. Hij bleef dat tot de Noor Erling Braut Håland op 30 mei 2019 negen keer scoorde tegen Honduras –20 op het WK –20 van 2019.